# De Valk (Leiden)
De Valk is een stellingmolen en museum aan de Lammermarkt in de Nederlandse stad Leiden. 
De huidige stenen stellingmolen is de derde molen die op deze plek heeft gestaan. In 1611 werd op het Valkenburger bolwerk de standerdmolen "De Valck" gebouwd. In 1667 werd hier een houten stellingmolen neergezet. In 1743 werd een hogere stenen stellingmolen gebouwd. De Valk was oorspronkelijk uitgerust met zes koppels stenen. In de molen bevonden zich twee woningen, aanvankelijk voor beide eigenaren, naderhand voor de molenaar en zijn knecht. Stichter in 1743 was Adrianus van Deventer en zijn zoon Pieter plaatste de eerste steen. In 1869 werden beide woningen weer verbouwd tot een woning; de huidige inrichting stamt grotendeels uit die periode.
Sinds 2 juni 1966 is de molen in gebruik als gemeentelijk molenmuseum. Sinds 2000 is De Valk weer maalvaardig. Met ingang van 1 juni 2013 is het Molenmuseum De Valk onderdeel van Erfgoed Leiden en Omstreken.
In de nabijheid van de molen werd in 1957 het Bevrijdingsmonument van Pieter Starreveld geplaatst.

## Galerij

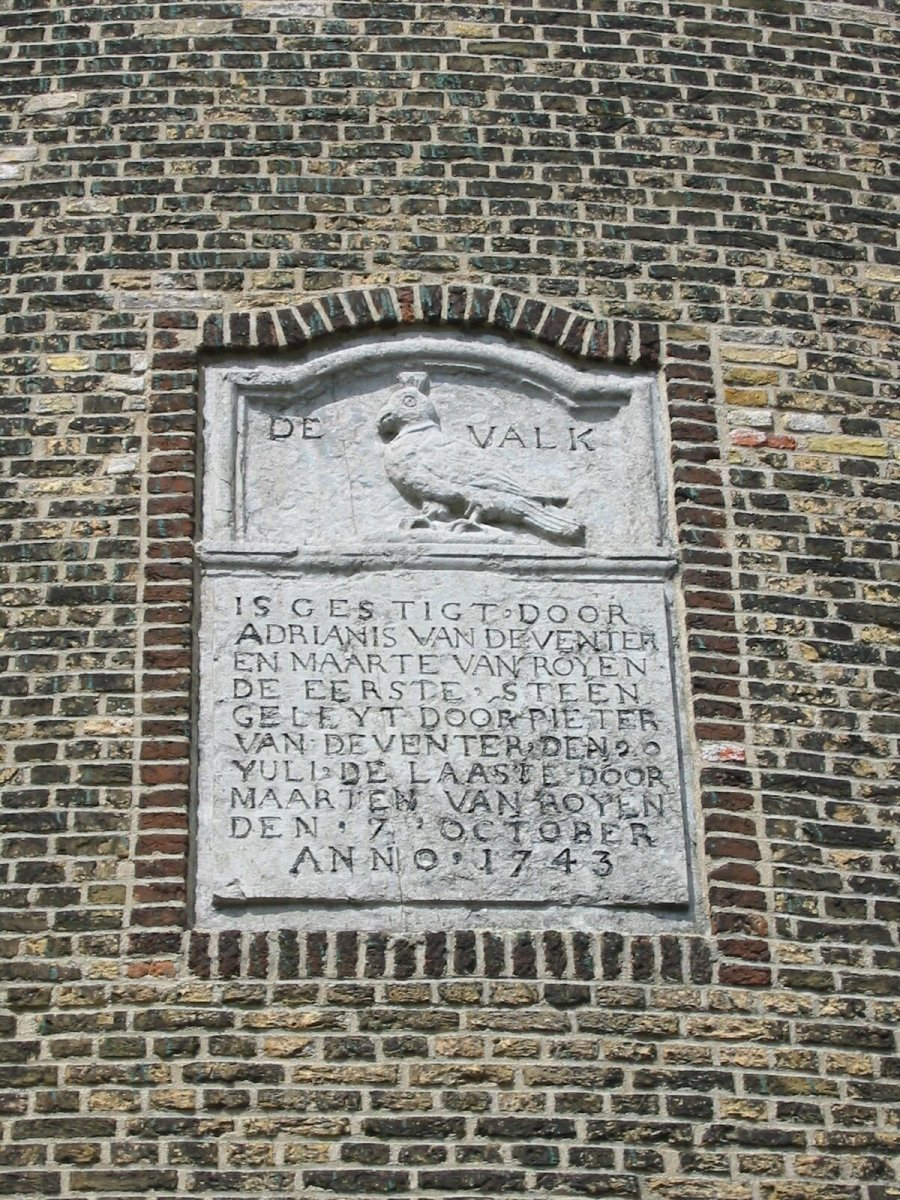
Gevelsteen aan de zuidkant
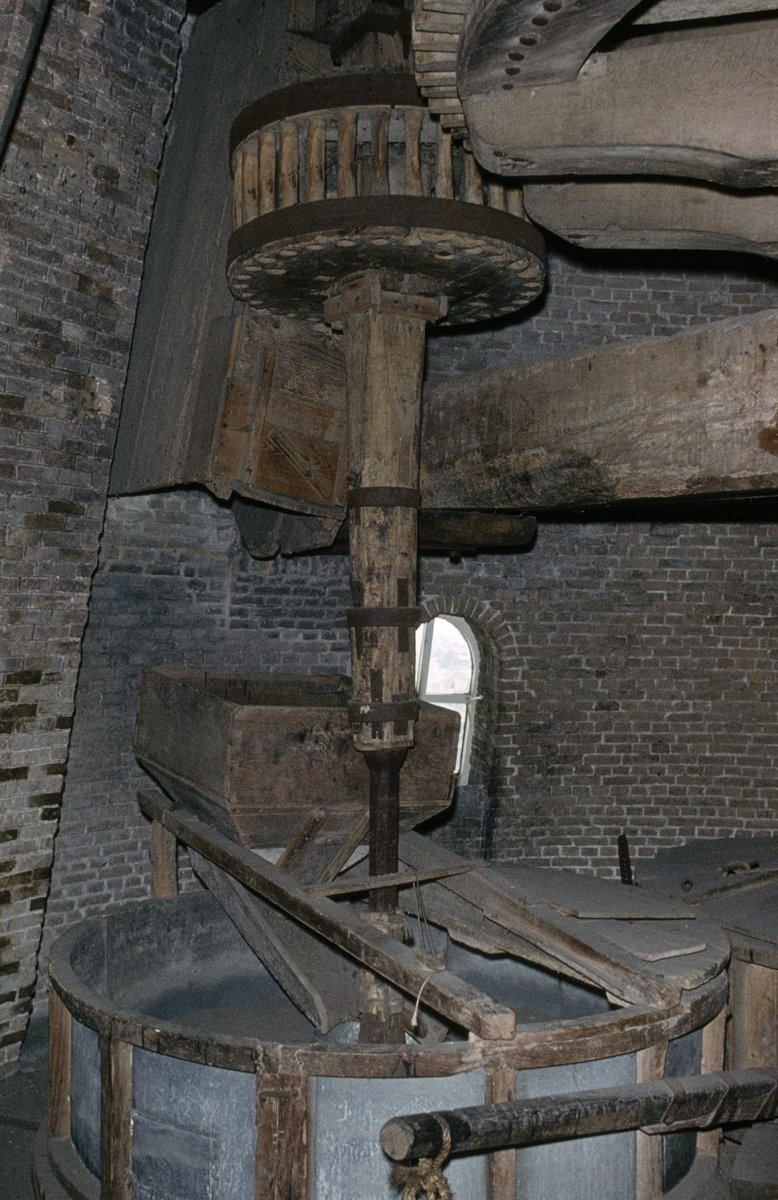
Aandrijving maalkoppel
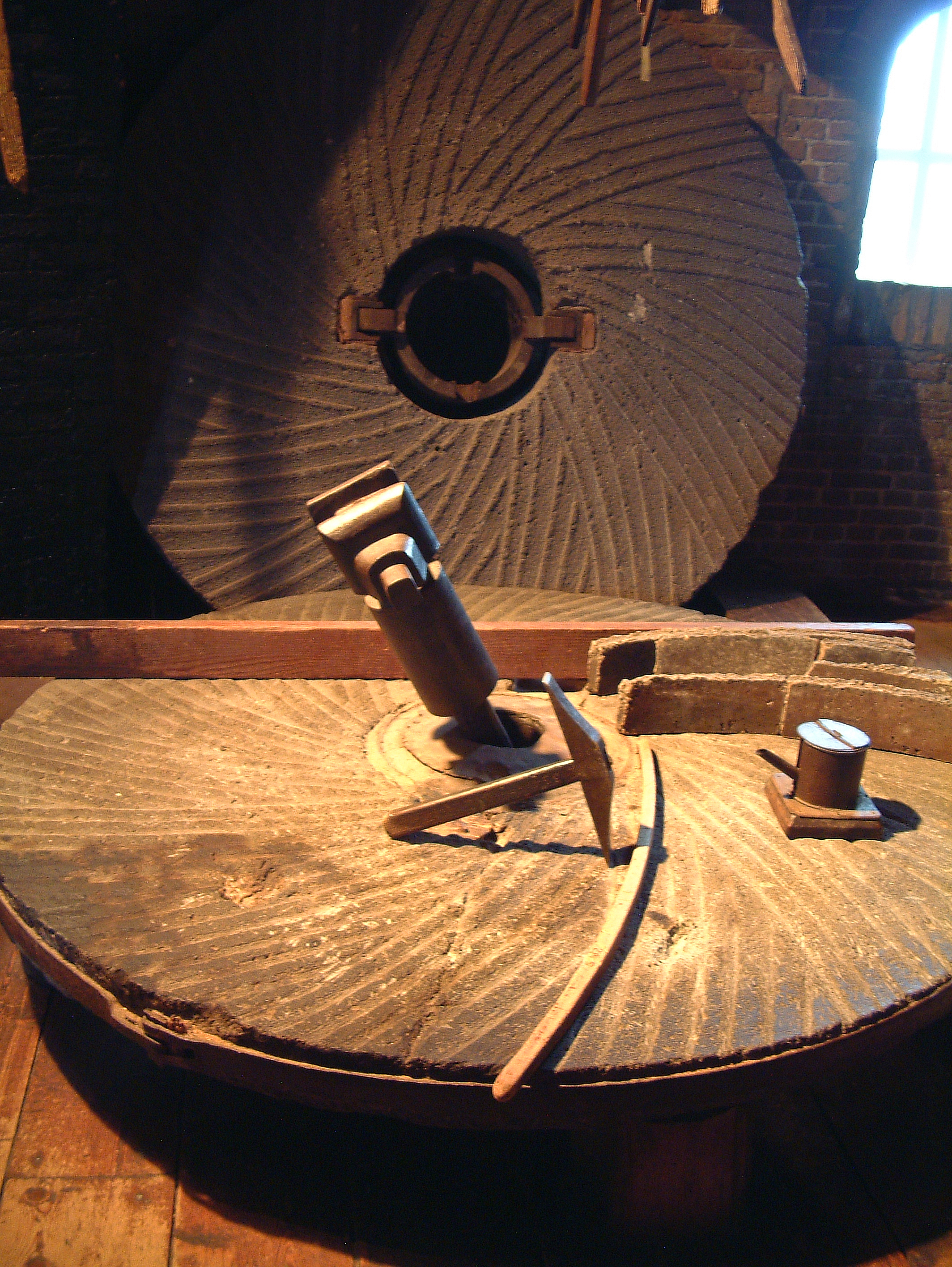
Molensteen
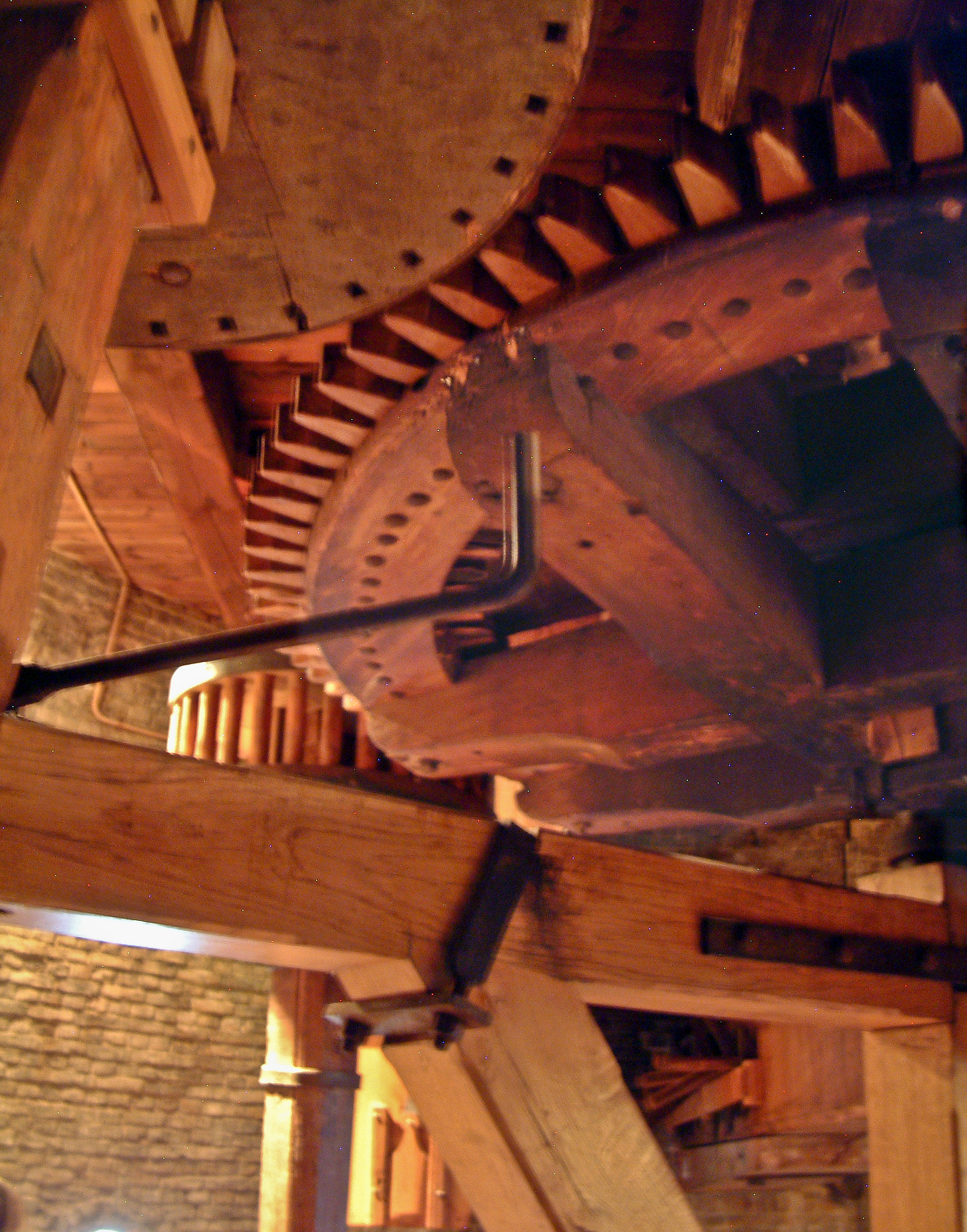
Tandwieloverbrenging via spoorwiel naar steenrondsel
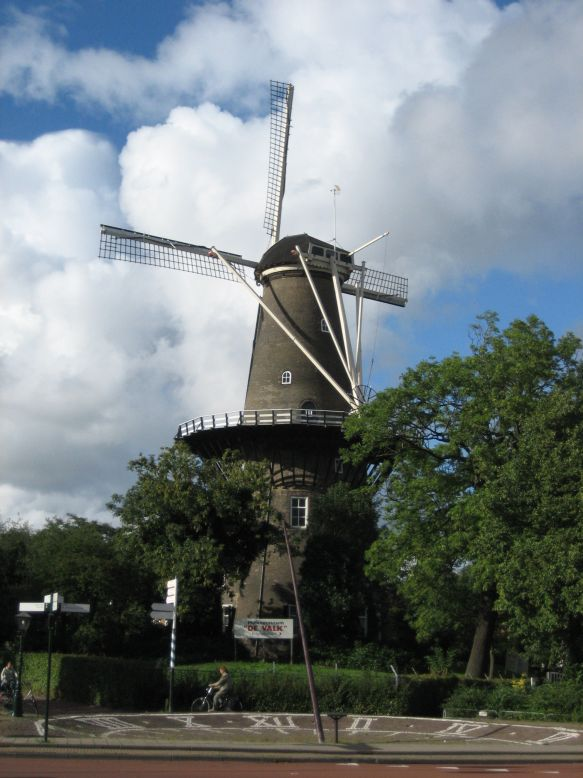
Molen met op voorgrond een zonnewijzer (2006)
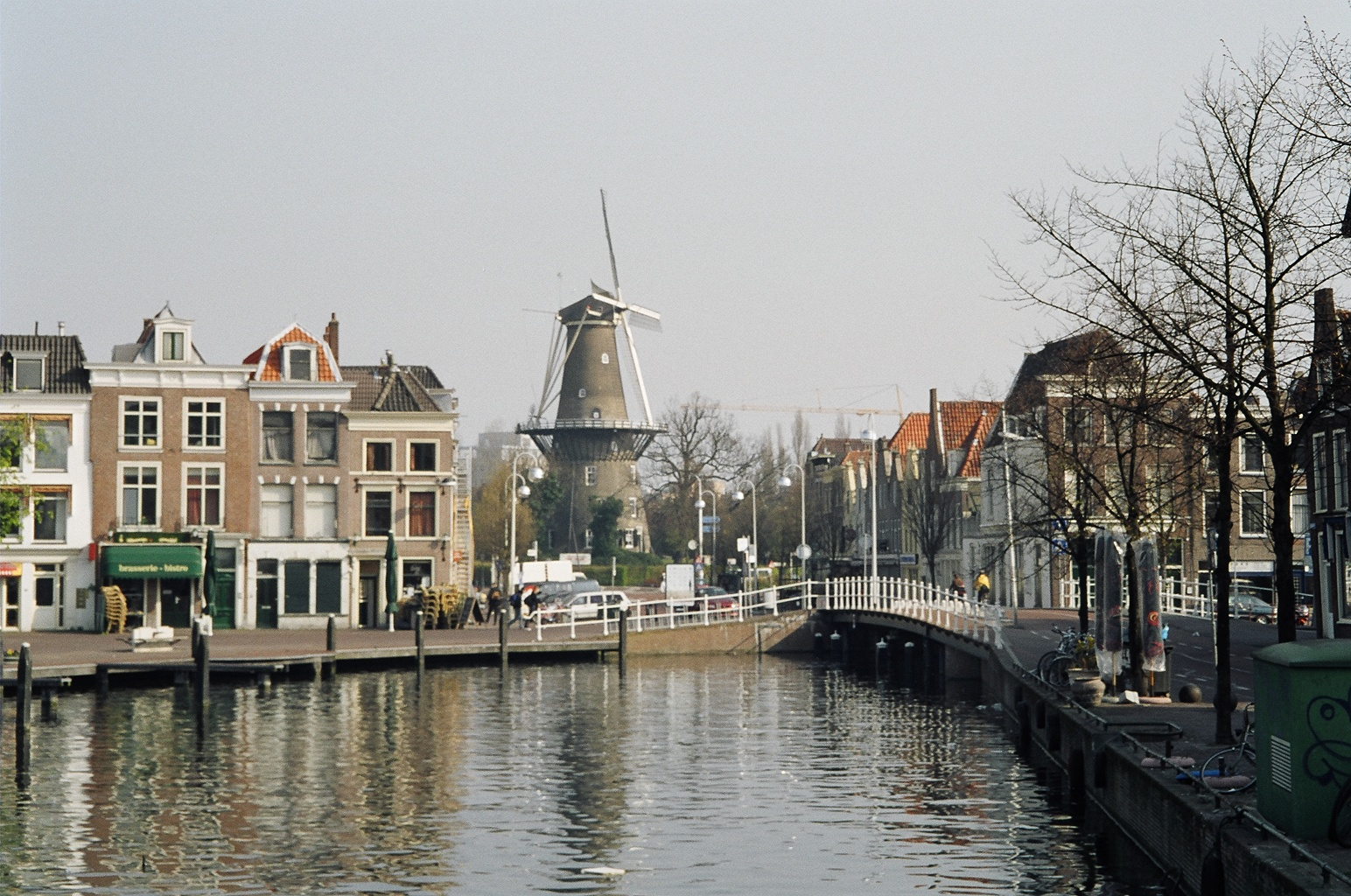
Gezicht op de molen van Galgenwater tussen Beestenmarkt en Turfmarkt (1973)
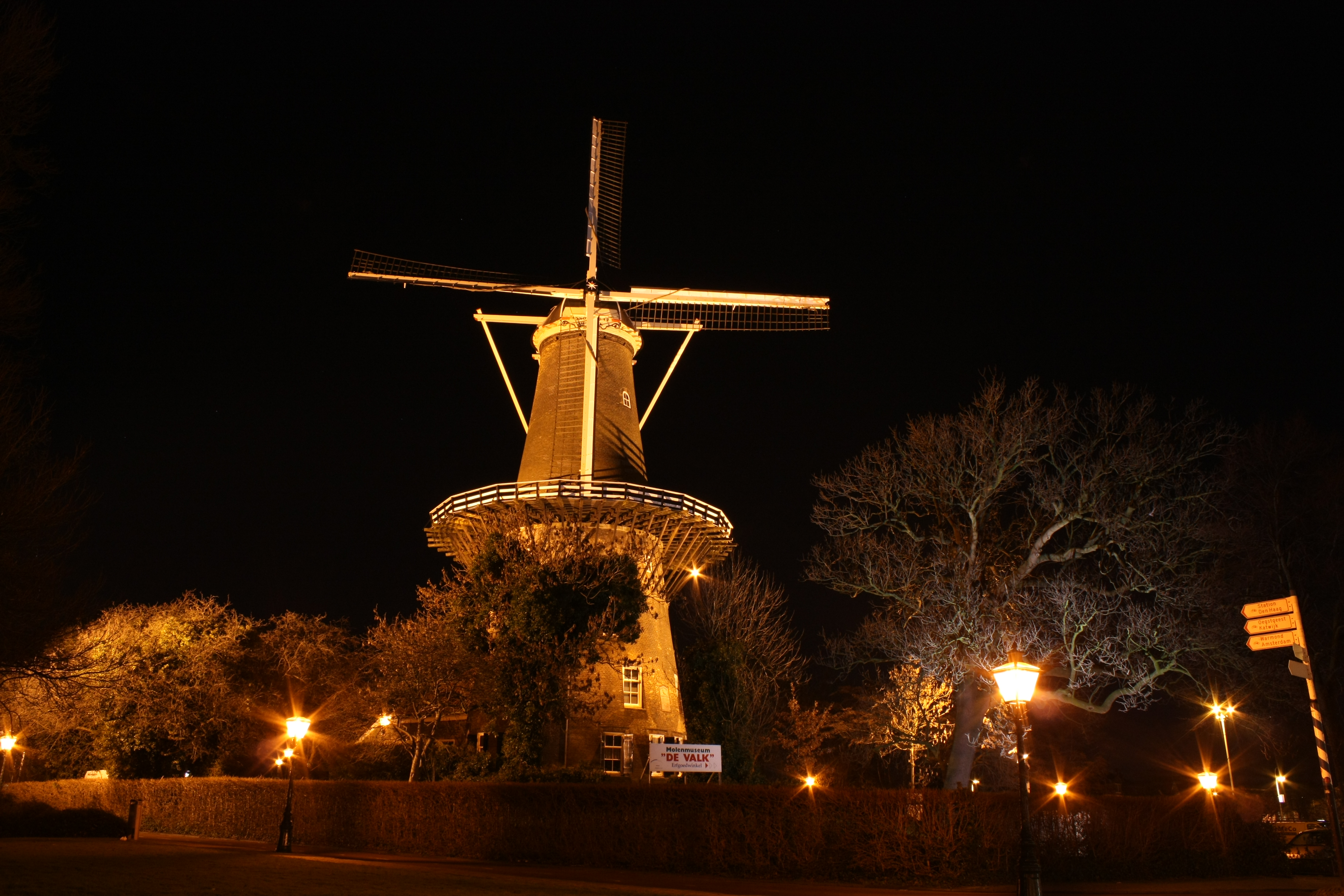
Nachtaanzicht (2009)
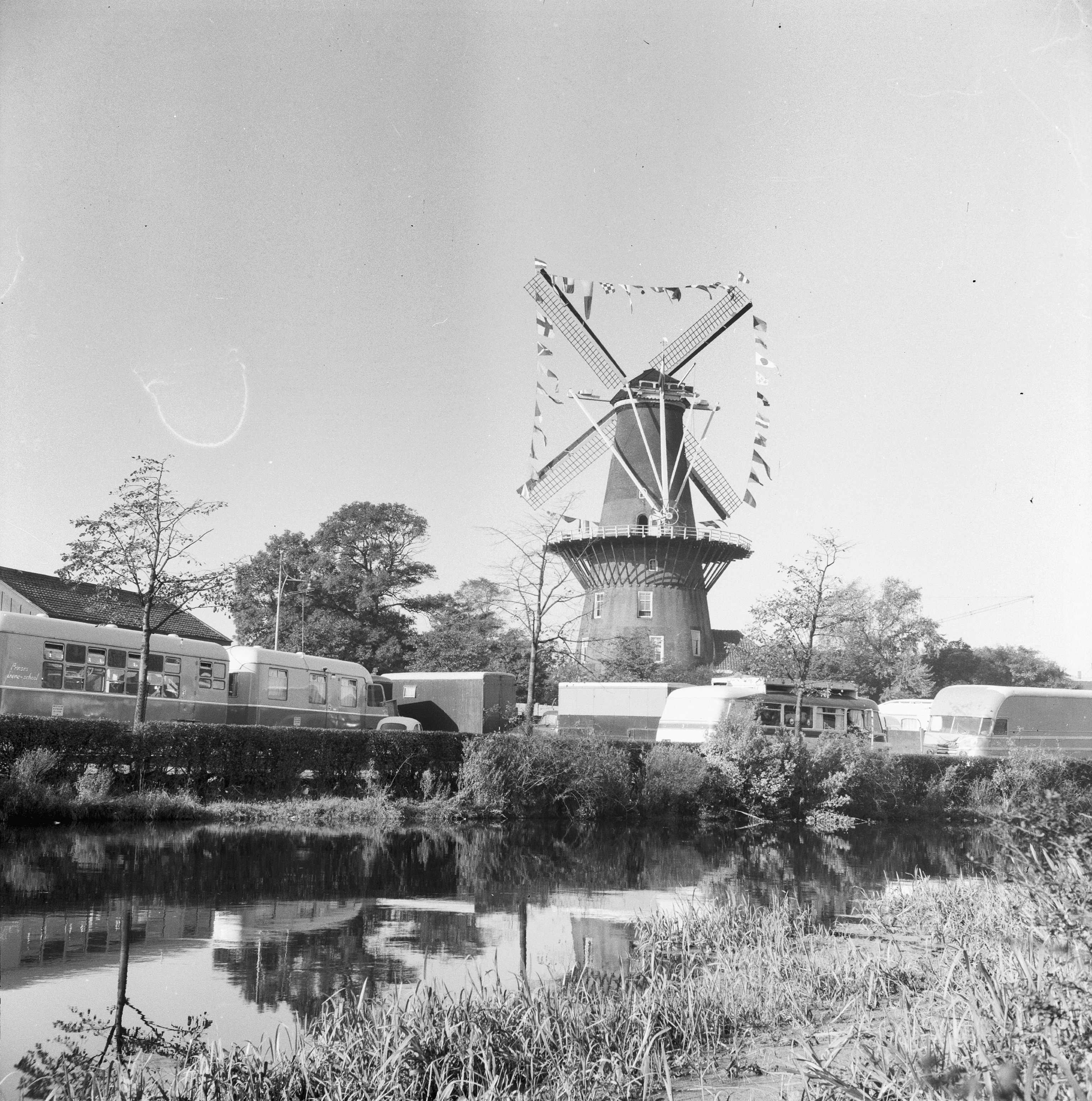
Molen in feesttooi tijdens 3 oktoberfeest feest (1961)
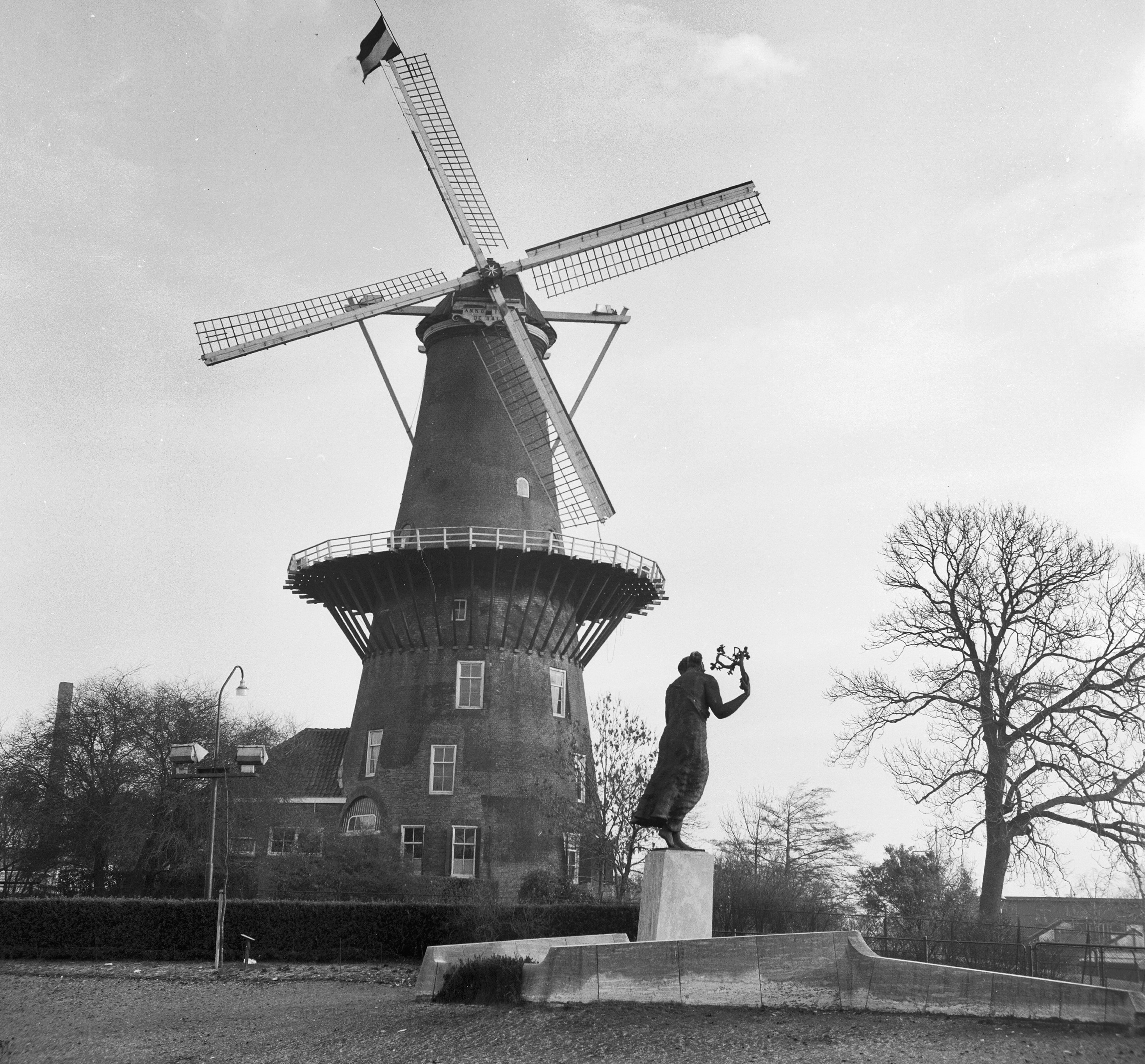
Molen in rouwstand nav bijzetting te Delft van Koningin Wilhelmina (1962)
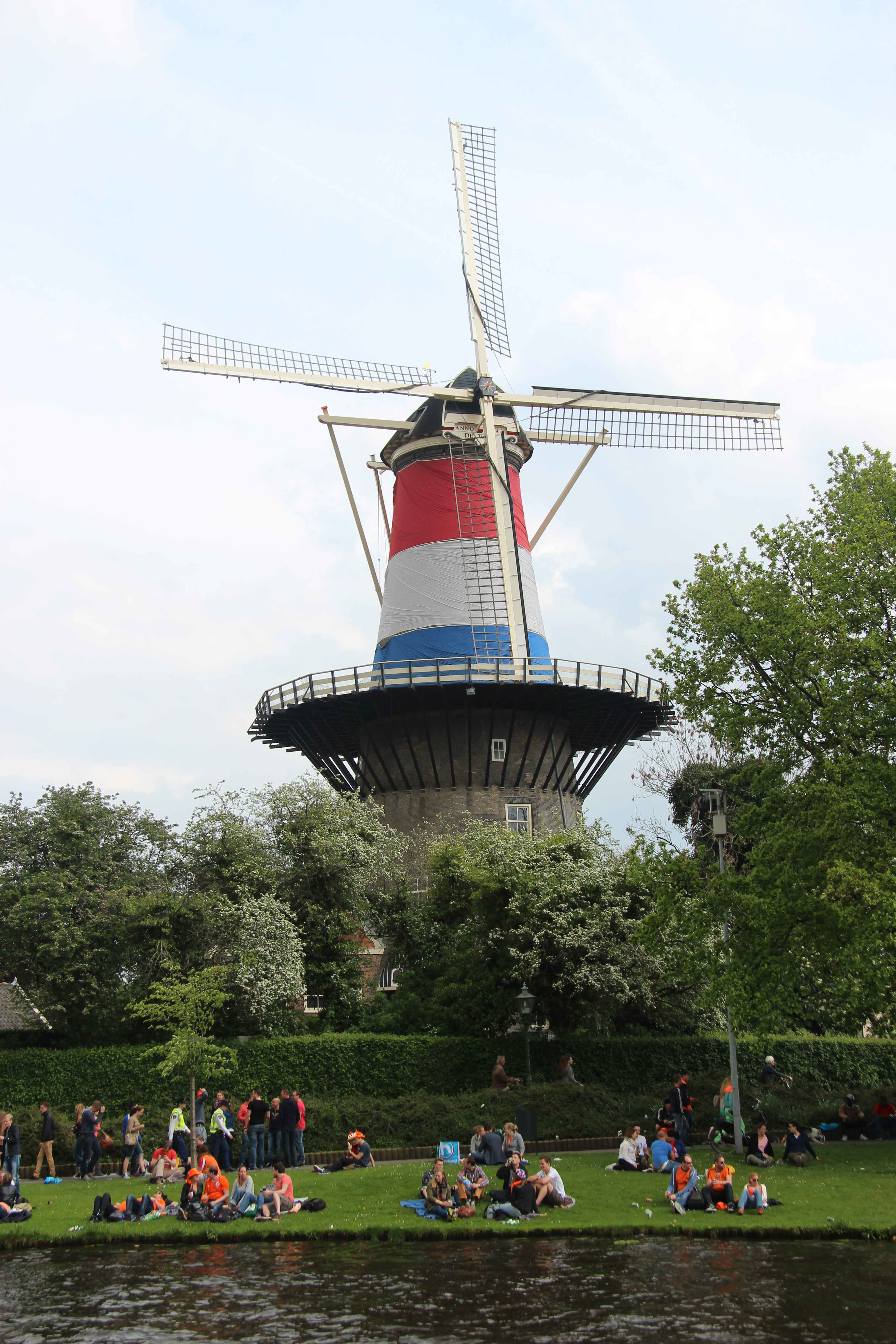
Molen de Valk op Koningsdag 2014
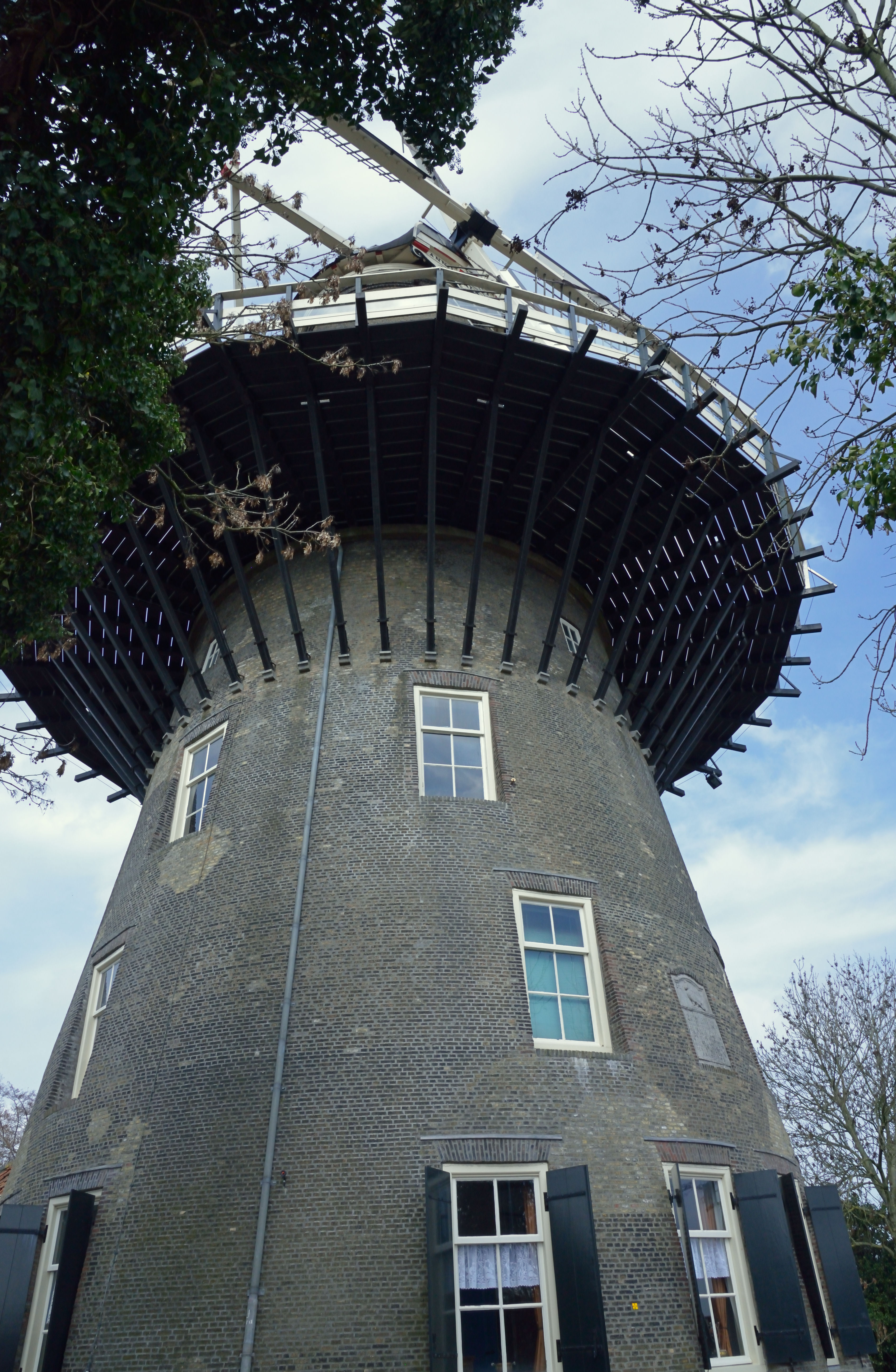
Molen de Valk maart 2016
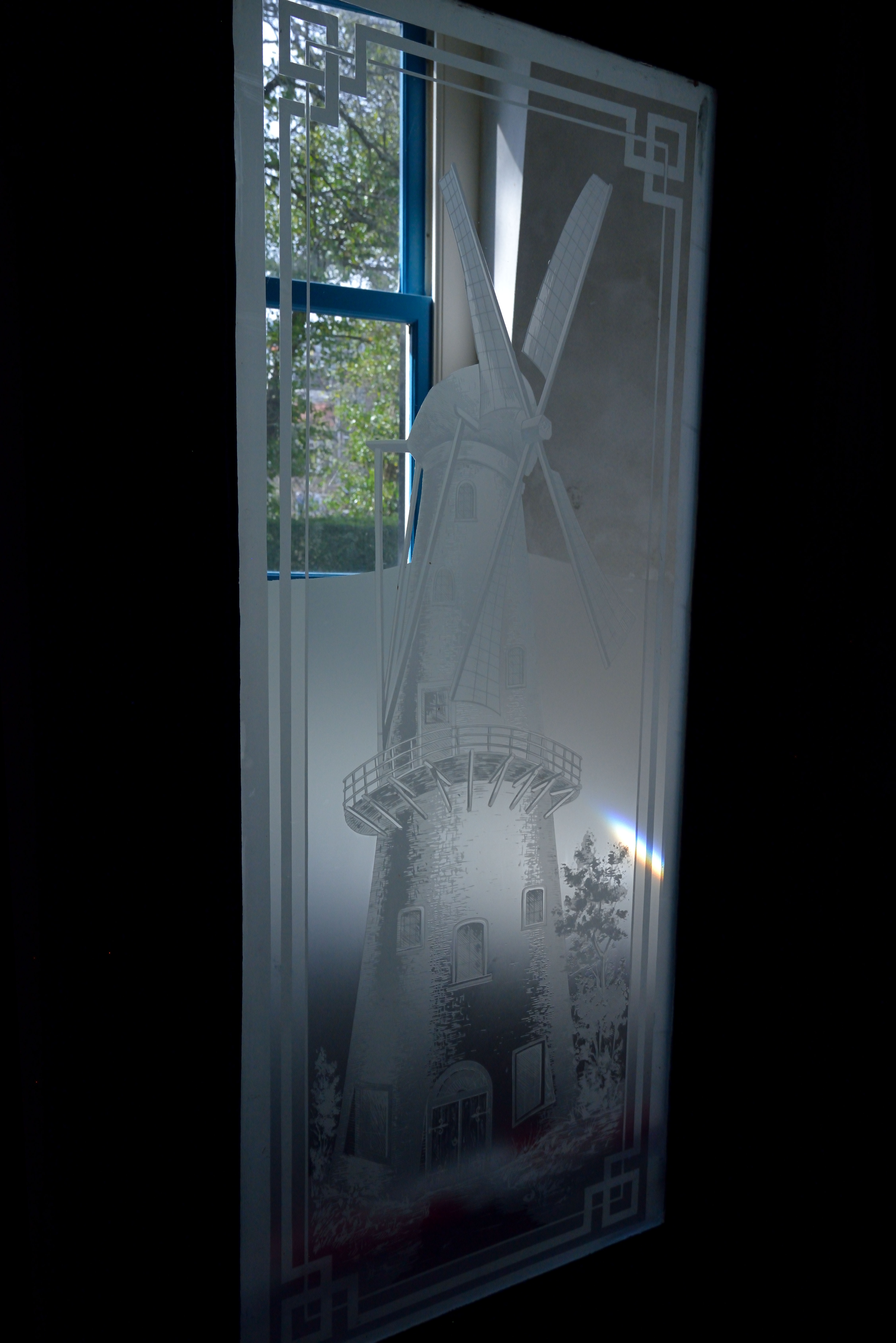
Glazen deur kantoor molenaar